# Ramona de la Torre
Pour les articles homonymes, voir Torre.
Ramona de la Torre (dite Raymonde), née à Veracruz, Mexique, (alors colonie espagnole) en 1804 et morte à Caudéran (Bordeaux) le 30 août 1876, fut l'une des femmes les plus riches de Bordeaux au XIXe siècle. Voisine du célèbre peintre Goya, elle laissa de nombreuses traces dans la ville et les ensembles immobiliers voisins,. Elle finança, entre autres, la construction du pont de Langon, la Galerie Bordelaise, inaugurée en 1834 sous le nom de « Galerie de la Torre ».  

## Biographie

### Famille
Ramona de la Torre, née à Veracruz au Mexique en avril 1805, est la fille de José Igniacio de la Torre, ministre honoraire de la junte de commerce et monnaie du Mexique et de Susana Alonzo. Elle a pour frères et sœurs Susana Alonso (née en 1803),  María Ascensión (née en 1812), et José Ignacio (né en 1814).

### Fuite du Mexique, passage par Madrid et installation à Bordeaux
Sa famille ayant dû fuir le Mexique à cause de la Guerre d'Indépendance, arrive à Madrid après 1821.  
Cependant, en Espagne dans les années 1810/1820, les « afrancesados », faisant partie de l'élite politique et économique, sont chassées d'Espagne à la suite de la défaite de Napoléon, qu'elle avait eu le tort de soutenir. Une grande vague migratoire se produit ainsi à Bordeaux. Raymonde et sa famille émigrent à Bordeaux le 18 août 1824.

« Entre 1813 et 1823 des centaines de dissidents, parmi lesquels trois maires de Madrid, de nombreux nobles, Goya, et même un vice-roi du Mexique, s’installèrent à Bordeaux après leur expulsion d’Espagne par Ferdinand VII. Divisés entre réformistes illustrés, libéraux révolutionnaires et afrancesados, ils s’opposaient d’un point de vue idéologique mais étaient unis par leur anti-absolutisme et par le fait d’être des émigrés politiques opposés à leur roi. »

En 1825, au décès de ses parents, elle hérite d’une fortune évaluée à douze millions et demi de francs. Ayant atteint sa majorité, elle épouse le 1er juin 1826 Manuel José de Yrigoyen, négociant à Bordeaux né à Cadix le 1er juin 1796.
Manuel José de Yrigoyen est le fils de Martín de Yrigoyen (serviteur de Miguel de Mendiburru, ayant migré de Cadix vers le Mexique avec lui en 1768 puis étant devenu commerçant) qui a rencontré et épousé Ysabel-Josepha de Ubarcalde (fille de Bartolomé de Ubarcalde) en 1788 au Mexique. La famille ayant aussi précédemment migré à Bordeaux à la suite de la Guerre d'indépendance du Mexique.

### Grands projets de constructions
Le 16 novembre 1830, la Société de la Torre, dont les actionnaires sont Ramona et Susana de la Torre, est appelée Société anonyme de la Galerie Bordelaise. Manuel José de Yrigoyen, et M.Durand, architecte font partie du conseil d'administration. Trois ans pour ce gigantesque chantier, et la Galerie de la Torre (renommée en Galerie Bordelaise) fut inaugurée le 1er avril 1834.

« L'effet général de ce monument a été l'objet de tous les suffrages, il est impossible d'allier plus de richesse et plus d'élégance... L'ensemble de cette brillante construction fait le plus grand honneur à M.Durand, architecte. »

## Sources bibliographiques
- Images des Espagnols en Aquitaine: table ronde du 12 janvier 1987, Presses universitaires de Bordeaux, 1988.
- Pierre Martin, Description du pont suspendu construit sur la Garonne, à Langon.